# حزب الخضر الصومالي
حزب الخضر (بالصومالية: Xisbiga Cagaaran Soomaaliya)‏ هو الحزب الأخضر المحلي في الصومال. تأسست عام 1990. لديه تركيز بيئي. الحزب عضو في اتحاد الأحزاب الخضراء في إفريقيا، والذي يضم الأحزاب الخضراء الوطنية في دول القرن الأفريقي الأخرى: جيبوتي وإريتريا وإثيوبيا.

## المقر
يقع مقر الحزب في مقديشو وجلب في جنوب الصومال. كما يجري العمل على خطط لفتح فروع جديدة للحزب في مناطق بونتلاند وأرض الصومال المتمتعة بالحكم الذاتي، بالإضافة إلى منطقة كيسمايو الواقعة في أقصى الجنوب. بالإضافة إلى ذلك، لدى الحزب مكتب اتصالات دولي في أوتاوا، أونتاريو، كندا.

## روابط خارجية
- www.africagreenparty.20m.com
- A.M. Mannion (2006). Carbon and Its Domestication. Springer. ISBN:978-1-4020-3956-0. مؤرشف من الأصل في 2021-09-12.978-1-4020-3956-0